# Hronovce
Hronovce (in ungherese Lekér, in tedesco Lecker) è un comune della Slovacchia facente parte del distretto di Levice, nella regione di Nitra.